# Secondo Giorni
Secondo Francesco Giorni (Sansepolcro, 19 settembre 1885 – Francia, ...) è stato un pubblicista e operaio italiano.
Anarchico, autodidatta, fu divulgatore delle teorie del neo-malthusianesimo e autore della pubblicazione L'Arte di non far figli (1911), dedicata alla descrizione dei metodi antifecondativi, per la quale venne processato per oltraggio al pudore.

## Biografia
Secondo Francesco Giorni nasce il 19 settembre 1885 da Bernardo e Geltrude Novembri a Sansepolcro. Conseguita la licenza elementare si trasferisce con la famiglia a San Giovanni Valdarno, cittadina industriale dove risiederà a lungo tornandovi spesso durante tutta la sua vita di peregrinazioni. Aderisce fin da giovane al socialismo ed al sindacalismo rivoluzionario per approdare poi all'anarchismo, salvo poi tornare più tardi ancora nei ranghi del partito socialista in esilio. Schedato come sovversivo fin dal 1905 quando, per alcuni mesi, è segretario di una sezione socialista a Marsiglia, città dove è emigrato e lavora come operaio verniciatore. Rimpatriato partecipa al congresso giovanile nazionale socialista di Firenze nel 1907 e qui fa  approvare una mozione sull'anticlericalismo.
Nel 1910 è attivo con comizi antimilitaristi nella zona mineraria del Valdarno. Risiede poi per brevi periodi a Parigi, a Torino e a Bologna. Si avvicina in questo periodo al neo-malthusianesimo e pubblica de L'Arte di non far figli, opuscolo che in dieci anni raggiungerà ben sette edizioni e una tiratura complessiva di 85 000 copie. A Bologna è dirigente della Camera del lavoro sindacalista-rivoluzionaria e attivista del Comitato pro-vittime politiche. Collabora alle testate L'Azione Sindacale, L'Agitatore, Alleanza Libertaria. Nel 1912, ormai in rottura con il PSI, è attivo nei gruppi anarchici bolognesi; a Modena è delegato al congresso di fondazione dell'Unione Sindacale Italiana. 
Rientra ancora a San Giovanni Valdarno. Milita nell'Unione anarchica valdarnese e collabora in questo periodo con Errico Malatesta, Armando Borghi ed Attilio Sassi.
Disertore durante la prima guerra mondiale si rifugia a Zurigo. In Svizzera frequenta gli ambienti cosmopoliti degli artisti e degli scrittori d'avanguardia. Torna in Italia nel 1919 e beneficia dell'amnistia. Apre prima una libreria 'neomalthusiana' a Firenze, si sposa con Maria Paci ed è assunto come operaio nella ferriera di San Giovanni Valdarno. Perseguitato dai fascisti, espatria in Francia nel 1925 e si stabilisce a Nizza. Qui le autorità consolari lo descrivono come "uno dei maggiori esponenti dell'antifascismo locale" e "ammiratore di  Michele Schirru”. Segretario del Club franco-italiano nizzardo e della Federazione locale della L.I.D.U. (Lega Italiana dei Diritti dell'Uomo), intrattiene rapporti di stretta conoscenza con Nenni, Pertini, Carlo Rosselli, Silvio Trentin e Saragat. Nel 1930 tenta invano di farsi naturalizzare come francese; successivamente gli viene anche negato il visto sul passaporto per la Spagna. Nel 1934 risulta aderente a Giustizia e Libertà. Svolge attività antifascista clandestina. Durante la guerra civile spagnola promuove un comitato di solidarietà regionale. Nel 1939, stando alle fonti di polizia, è dirigente del Partito Socialista Unitario.
L'ultima segnalazione sulla sua presenza in Francia risale al 12 aprile 1942. Non si conoscono luogo e data di morte.

## Fonti e bibliografia
- Giorgio Sacchetti, Giorni, Secondo Francesco, in Dizionario biografico degli anarchici italiani, BFS, Pisa, 2003, vol. 1, pp. 725–726
- Secondo Giorni (1911). L'arte di non far figli: neomalthusianismo pratico, San Giovanni Valdarno